# Championnats du monde de tir à l'arc 1981
Navigation
Édition précédente Édition suivante
Les championnats du monde de tir à l'arc 1981 sont une compétition sportive de tir à l'arc organisée en 1981 à Punta Alta, en Argentine. Il s'agit de la 31e édition des championnats du monde de tir à l'arc.